# Gentianella cuspidata
Gentianella cuspidata är en gentianaväxtart som först beskrevs av August Heinrich Rudolf Grisebach, och fick sitt nu gällande namn av J.S. Pringle. Gentianella cuspidata ingår i släktet gentianellor, och familjen gentianaväxter. Inga underarter finns listade i Catalogue of Life.